# Мусандам (полуостров)
Муса́ндам (араб. رأس مسندم‎), также Руу́с-эль-Джиба́ль (رؤوس الجبال‎ — «Вершины гор») — полуостров, северо-восточная оконечность Аравийского полуострова. С севера омывается Ормузским проливом, соединяющим Персидский залив на западе с Оманским заливом на востоке. Полуостров занимает мухафаза Мусандам Султаната Оман и эмират Рас-эль-Хайма.
На полуострове возвышается крутосклонный горный массив Руус-эль-Джибаль, северная оконечность гор Хаджар. Самая высокая точка полуострова Мусандам — гора Эль-Харим (Джебель-эль-Харим, 2087 м).
У побережья находится множество островов, в том числе остров Мусандам (Джазират-Мусандам).
Полуостров пересекает вади Эль-Бих.